# 332706 Karlheidlas
332706 Karlheidlas este o planetă minoră (asteroid) din centura de asteroizi. A fost descoperită pe 13 septembrie 2009 la Observatorio del Teide⁠(d) de Observatorio del Teide⁠(d). 
Obiectul prezintă o orbită caracterizată de o semiaxă mare de 2,2072624200523 UAi, o excentricitate de 0,16, o înclinație de 4,8 ° în raport cu ecliptica.